# کوتوووو-پرشه
کوتوووو-پرشه (به لهستانی:  Kutyłowo-Perysie) یک روستا در لهستان است که در گمینا بوگوت-پیانکی واقع شده‌است.
 کوتوووو-پرشه  ۱۸۰ نفر جمعیت دارد و ۱۳۹ متر بالاتر از سطح دریا واقع شده‌است.